# Acineta hagsateri
Acineta hagsateri är en orkidéart som beskrevs av Gerardo A. Salazar och Soto Arenas. Acineta hagsateri ingår i släktet Acineta och familjen orkidéer. Inga underarter finns listade i Catalogue of Life.